# Municipio de Brighton (condado de Washington)
El municipio de Brighton (en inglés: Brighton Township) es un municipio ubicado en el condado de Washington en el estado estadounidense de Iowa. En el año 2010 tenía una población de 837 habitantes y una densidad poblacional de 12,06 personas por km².

## Geografía
El municipio de Brighton se encuentra ubicado en las coordenadas 41°12′36″N 91°46′9″O / 41.21000, -91.76917. Según la Oficina del Censo de los Estados Unidos, el municipio tiene una superficie total de 69.41 km², de la cual 68,19 km² corresponden a tierra firme y (1,76 %) 1,22 km² es agua.

## Demografía
Según el censo de 2010, había 837 personas residiendo en el municipio de Brighton. La densidad de población era de 12,06 hab./km². De los 837 habitantes, el municipio de Brighton estaba compuesto por el 99,04 % blancos, el 0,24 % eran afroamericanos, el 0,12 % eran amerindios, el 0,12 % eran asiáticos, el 0,12 % eran isleños del Pacífico y el 0,36 % eran de una mezcla de razas. Del total de la población el 2,15 % eran hispanos o latinos de cualquier raza.